# Poecilarcys ditissimus
Poecilarcys ditissimus là một loài nhện trong họ Araneidae.
Loài này thuộc chi Poecilarcys. Poecilarcys ditissimus được Eugène Simon miêu tả năm 1885.